# Jean Vaysse
Jean Émile Vaysse (ur. 28 kwietnia 1900 w Carmaux, zm. 17 października 1974 w Albi) – francuski rugbysta grający na pozycji środkowego ataku, olimpijczyk, zdobywca srebrnego medalu w turnieju rugby union na Letnich Igrzyskach Olimpijskich w 1924 roku w Paryżu.

## Kariera sportowa
W trakcie kariery sportowej związany był z klubami SC Albi oraz Stade Français.
Z reprezentacją Francji zagrał w turnieju rugby union na Letnich Igrzyskach Olimpijskich 1924. Wystąpił w jednym meczu tych zawodów – 18 maja Francuzi przegrali z USA 3–17. Wygrywając z Rumunami, lecz przegrywając z USA zajęli w turnieju drugie miejsce zdobywając tym samym srebrne medale igrzysk.
W reprezentacji Francji w latach 1924–1926 rozegrał łącznie 2 spotkania nie zdobywając punktów.
Po zakończeniu kariery sportowej pracował jako broker na giełdzie paryskiej.